# کینورنین
کینورنین (به انگلیسی: Kynurenine) یک ترکیب شیمیایی با شناسه پاب‌کم ۸۴۶ است. 